# Заглотковий абсцес
Заглотковий абсцес (ретрофарінгеальний абсцес) — утворюється внаслідок нагноєнь лімфатичних вузлів та клітковини заглоточного простору. Збудники інфекції проникають лімфатичними шляхами з боку порожнини носа, носоглотки, слухової труби та середнього вуха. Іноді абсцес є ускладненням грипу, кору, скарлатини, а також може розвинутись при пораненнях слизової оболонки задньої стінки глотки стороннім тілом, твердою їжею. Спостерігається, як правило, у ранньому дитячому віці у виснажених та ослаблених дітей.

## Симптоми, перебіг хвороби
Характерними є скарги на поперхування і різкий біль при ковтанні, при цьому їжа нерідко потрапляє в ніс. Хворий цурається їжі. При розташуванні абсцесу в носоглотці порушується носове дихання, з'являється закрита гугнявість. При поширенні абсцесу на нижні відділи глотки виникає інспіраторна задишка, що супроводжується хрипінням, особливо у вертикальному положенні хворого. Температура тіла сягає 39-40 °С. Характерно вимушене становище голови: вона закинута назад і нахилена у хвору сторону. Нерідко спостерігається припухлість за кутом нижньої щелепи і по передньому краю грудино-ключично-соскоподібного м'яза .

## Діагноз
Діагноз підтверджують при фарингоскопії, при якій виявляють флуктуючу припухлість на задній стінці глотки. У перші дні захворювання кулясте випинання задньої стінки глотки розташоване з одного боку, а надалі — по середній лінії. У сумнівних випадках виробляють діагностичну пункцію.

## Ускладнення
Гострий набряк входу в гортань або мимовільне розтин з задухою через попадання гною в порожнину горла; гній може поширитись на область великих судин шиї або спуститися по передхребцевій фасції у грудну порожнину та викликати гнійний медіастиніт або здавлення трахеї.

## Лікування
Лікування в більшості випадків — хірургічне. Раннє розкриття заглоточного абсцесу з наступною антибактеріальною та дезінтоксикаційною терапією. Мигдалики не видаляються, якщо їх можна зберегти, їх зберігають!

## У культурі
Заковтковий абсцес корови та його лікування описані в книзі ветеринара Джеймса Харріота «Про всі створіння — великі та малі».